# Княждвірський заказник
Кня́ждвірський зака́зник — ботанічний заказник загальнодержавного значення в Україні. Розташований на захід від села Княждвора Коломийського району Івано-Франківської області, на правому березі річки Прут. 
Площа 208 га, з яких 70 гектарів займають тисові дерева. Сучасний статус з 1977 року. Заказник підпорядкований Печеніжинському лісництву. 

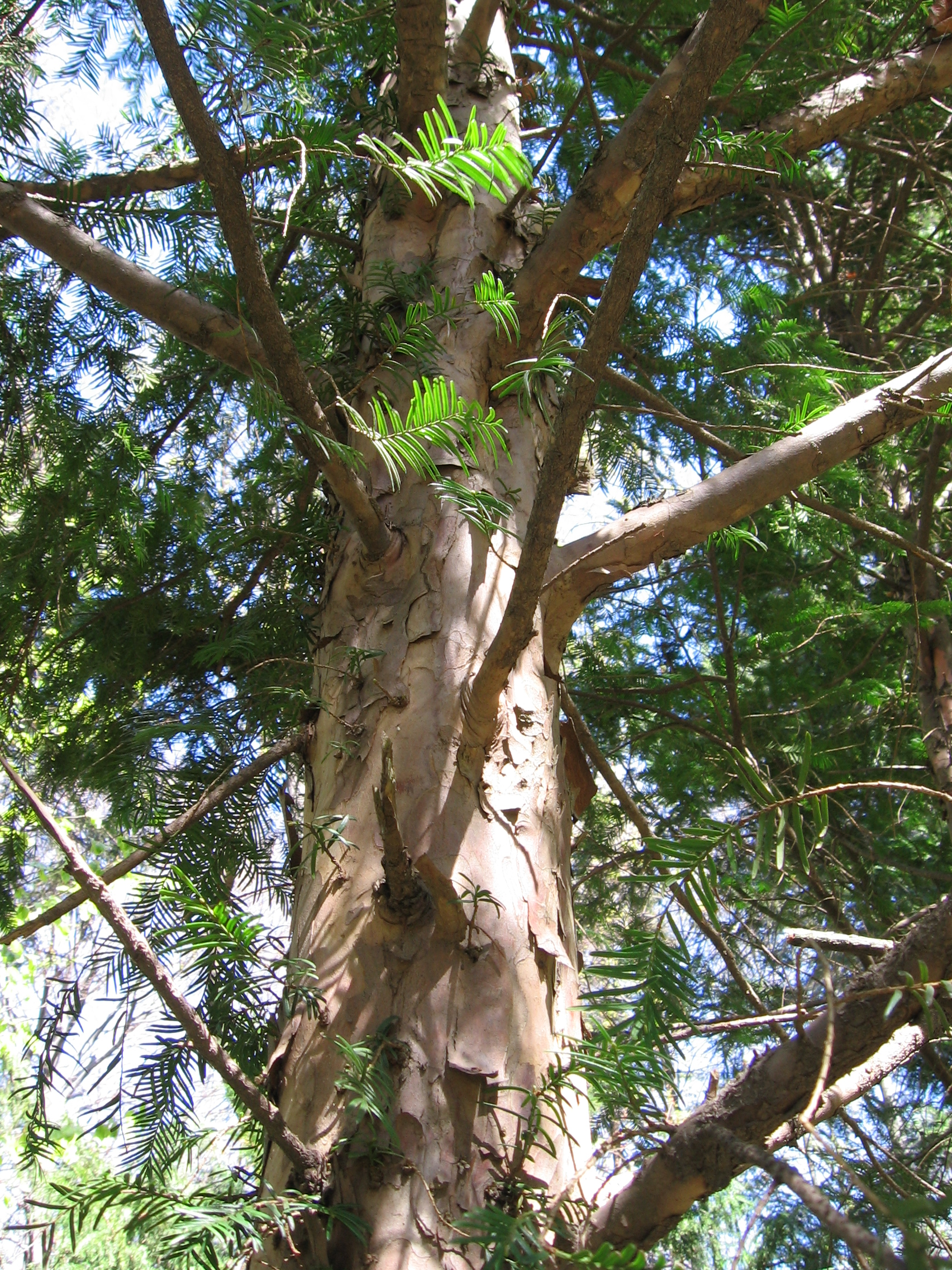
Один з екземплярів тиса в заказнику

Серед ялицево-букових лісів (з домішкою явора) охороняється одна з найбільших в Україні та Європі природна ділянка, де зростає тис ягідний — релікт флори третинного періоду. Його дерева сягають 10—12 м заввишки. У підліску — горобина, ліщина, бузина червона та інші чагарники. Багатий трав'яний покрив. Окрім тиса ягідного, у заказнику трапляються й інші види рослин, занесені до Червоної книги України: білоцвіт весняний, лілія лісова, крокус Гейфеля. 
На території заказника — активні зсуви в долині Пруту. Заказник має велику наукову цінність та ґрунтозахисне значення. 
Всього в заказнику знаходяться 23 тисячі екземплярів тису. Найбільший з них на висоті 1,30 м має діаметр 32 см. Середній річний приріст в діаметрі становить 1,5 мм.

## З історії заказника
Вперше про княждвірські тиси згадується в роботі В. Спаусті «Тис» 1883 року. У 1914 році В. Шафер згадує урочище як місце зростання 20—30 тисяч дерев тису. В тому ж році група вчених виступила на захист унікального Княждвірського урочища. Завдяки цьому урочище було віднесено до природно-заповідних об'єктів.
За часу Першої світової війни заказник зазнав великої шкоди. Для потреб армії була вирубана значна частина дерев. Після війни резерват був поступово відновлений і 1932 року розширений.
Резервація тиса в лісовій місцевості «Сповзь» с. Княждвір, що була під державною охороною, постраждала і від приходу радянської влади.
28 жовтня 1977 року постановою Ради Міністрів УРСР був створений державний заказник «Княждвір». У 1978 році на території заказника був заснований Краєзнавчий музей флори і фауни Карпат. Концепція музею була розроблена коломийськими художниками Мирославом Ясінським і Василем Андрушком. Початок експозиції поклали опудала дрібних птахів і тварин, зроблені місцевими любителями природи. Пізніше експозиція була поповнена експонатами, зробленими в Біловезькій Пущі. Вовки, олень, дикий кабан, рись, лебідь, яструб — це не повний перелік представників фауни представленої в музеї. 

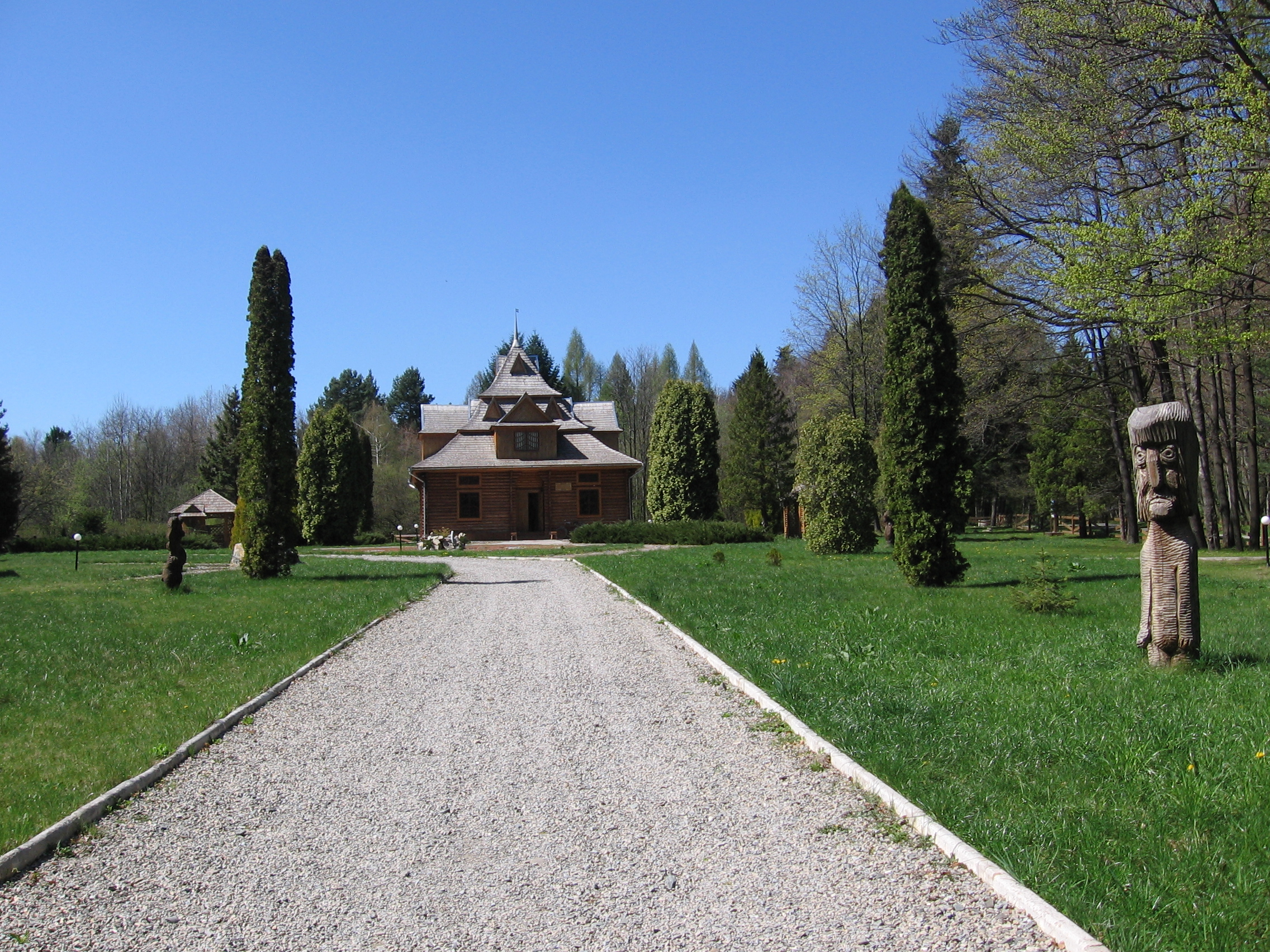
Музей Печеніжинського лісництва на території заказника

Сьогодні експозиція музею — це довершений і цілісний інформативний ансамбль з відомостей про природно-кліматичні особливості Карпат, породи рідкісних та зникаючих тварин, птахів та рослин Прикарпаття. Тут є різноманітні колекції комах, зразків деревно-чагарнакових порід, корисних копалин, продуктів нафтопереробки, експозиція під назвою «Витвори природи». 
Нині після повної реконструкції території заказника впорядковані місця відпочинку, відновлені й обладнані джерела, територія прикрашена вирізьбленими з дерева фігурами лісових звірів. Неподалік від музею висаджені екзотичні рослини, серед яких: туя, ялівець, самшит, смерека канадська, магнолія та інші.